# 瑞奈
瑞奈（法語：Junay，法語發音：[ʒynɛ]）是法国勃艮第-弗朗什-孔泰大区约讷省的一个市镇，属于阿瓦隆区。

## 地理
瑞奈（47°52'41"N, 3°56'55"E）面积3.63 平方千米，位于法国勃艮第-弗朗什-孔泰大區约讷省，该省份为法国中北部内陆省份，西接卢瓦雷省，西北接塞纳-马恩省，南至涅夫勒省，东临科多尔省，东北与奥布省接壤。
与瑞奈接壤的市镇（或旧市镇、城区）包括：韦济讷、蒂塞、达讷穆瓦讷、托内尔、韦扎讷。

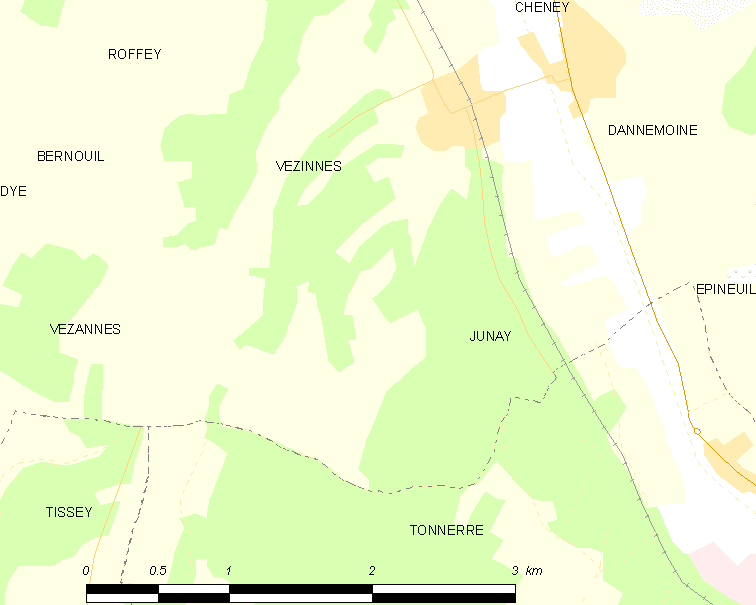
瑞奈的OSM定位图

瑞奈的时区为UTC+01:00、UTC+02:00（夏令时）。

## 行政
瑞奈的邮政编码为89700，INSEE市镇编码为89211。

## 政治
瑞奈所属的省级选区为托内鲁瓦县。

## 人口

1962-2008年间瑞奈人口变化图示

瑞奈于2022年1月1日时的人口数量为64人。